# Giuseppe Cerana
Giuseppe Cerana, detto Peppino (Busto Arsizio, 16 giugno 1904 – Busto Arsizio, 4 novembre 1984), è stato un dirigente sportivo italiano presidente della Pro Patria et Libertate dal 1947 al 1952.

## Biografia
Di professione imprenditore nel ramo tessile e a capo di una ditta che si occupava di tintoria di tessuti, Cerana venne eletto presidente della Pro Patria nell'estate del 1947 dopo essere stato sollecitato da un gruppo di tifosi presenti all'assemblea dei soci della società. Fu il suo primo incarico in ambito calcistico, in quanto in precedenza si era sempre dedicato al ciclismo, e in particolare  Velo Club Bustese che ancora oggi organizza un trofeo in sua memoria. In gioventù praticò la scherma nella Pro Patria Scherma (all'epoca Società Ginnastica Pro Patria et Libertate) e fu tra i sostenitori, nel 1952, della rinascita della sua società di scherma, la ASD Pro Patria et Libertate.
Durante il suo mandato la squadra è stata per cinque anni in Serie A: 8º posto nel 1947-1948, 17º posto nel 1948-1949, 11º posto nel 1949-1950, 10º posto nel 1950-1951 e 9º posto nel 1951-1952. Sotto la sua presidenza la Pro Patria acquistò giocatori italiani e non; in particolare László Kubala non poté mai giocare con la maglia biancoblu, se non in partite amichevoli, a causa della squalifica a vita che gli fu inflitta dalla FIFA (e che fu ridotta a un anno giusto in tempo per il suo trasferimento al Barcellona). Fu sotto la presidenza Cerana che Giuseppe Meazza fu ingaggiato sulla panchina biancoblu.